# El Aguilar
El Aguilar est une ville du département de Humahuaca, dans la province de Jujuy, en Argentine. Selon le recensement de 2001 elle est peuplée de 3 655 habitants. Avec ces 4 895 mètres d'altitude, elle est la plus haute ville d'Argentine.